# Věžky (Přerovi járás)
Věžky település Csehországban, Přerovi járásban. Věžky Vlkoš, Říkovice, Přerov, Bochoř és Horní Moštěnice településekkel határos. Lakosainak száma 201 fő (2024. január 1.).

## Népesség
A település lakosságának változását az alábbi diagram mutatja:
| Lakosok száma | 247  | 302  | 290  | 288  | 246  | 208  | 210  | 212  | 200  | 201  |
|               | 1869 | 1890 | 1921 | 1950 | 1980 | 2001 | 2017 | 2019 | 2022 | 2024 |